# 国防省 (ブルガリア)
国防省（Министерство на Отбраната）は、ブルガリア共和国の軍事問題を管掌する機関。ブルガリア軍を傘下に置く。

## 機構

### 指導部
- 国防相
- 政務官房
- 主任秘書官
- 監察局

### 内局
- 行政・情報サービス局
- 会計・経済活動局
- 社会関係局
- 防衛政策局
- 防衛計画・プログラム局
- 国際協力局
- 予算計画・統制局
- 人事政策局
- 会計・監督活動局
- 納入統制局
- 軍事インフラ局
- 兵器・機材政策局
- 法律・規範活動局
- 軍事標準化・品質・証明局

### 外局
- 軍事情報庁
- 保安・憲兵・軍事防諜庁
- 航空安全・軍用機飛行適性監察局
- ゲオルギS.ロコフスキ軍事アカデミー
- 軍事医科アカデミー
- 国家戦史博物館

## 歴代国防相
- ヴェセリン・ブリズナコフ（Веселин Близнаков、2005年8月 -）：予備役将校
- ニコライ・ネンチョフ（英語版）